# Cabanac-Cazaux
Cabanac-Cazaux là một xã thuộc tỉnh Haute-Garonne trong vùng Occitanie ở tây nam nước Pháp. Xã nằm ở khu vực có độ cao trung bình 399 mét trên mực nước biển.